# Bolo Yeung
Yang Sze (Guangzhou, 03 de Julho de 1946), mais conhecido como Bolo Yeung, é um ator e especialista em artes marciais, tendo trabalhado em vários filmes de Jean-Claude Van Damme e Bruce Lee.

## Biografia
Filho de um negociante local, nasceu nos subúrbios de Guangzhou. Quando jovem, Bolo estudou com vários mestres de Kung Fu, aprendeu acrobacia e começou seu treinamento com pesos. Ele eventualmente se tornou o campeão de levantamento de peso da China. Nos anos 60, o jovem Yang Sze foi a nado até Hong Kong. Lá, sobreviveu dando aulas de musculação e artes marciais. Ganhou prêmios na área de musculação e fisiculturismo.
Na década de 70, Bolo conheceu o lendário Bruce Lee, e se tornou um de seus alunos em artes marciais.

## Cinema
Nesta época chamou a atenção do senhor Run Run Shaw, das organizações Shaw Brothers e conseguiu vários papéis em filmes que o colocavam como vilão musculoso, normalmente estrangeiro. Claro que quanto maior ele ficava 'fisicamente', maiores os papéis determinados para ele e mais monstruosa sua presença nas telas se tornava. Ainda na Shaw Brothers ele continuou desenvolvendo suas habilidades de artes marciais. Continuou treinando e em 1970 ganhou o título de Mr. Hong Kong. Deixou a Shaw Brothers em 1971.
Em 1973 ele foi escolhido por Bruce Lee para ser Bolo, o melhor lutador do barão das drogas, Mestre Han (Shih Kien) no clássico do Kung Fu  Enter the Dragon (Operação Dragão). Ele ficou satisfeito por ter ganho este papel e ter trabalhado uma vez com Bruce e achou isto uma experiência positiva. Realmente eles tinham ficado amigos treinando juntos kung fu. Bolo ficou triste por não ter lutado com Bruce no filme, mas isto nunca esteve nos planos da produção. A ausência desta briga é, para muitos, a única falha deste filme. Bruce assegurou a Bolo que ele o iria matar no próximo filme, que era O Jogo Da Morte. Infelizmente, dez dias depois daquela promessa ser feita, antes mesmo da pós-produção em Operação Dragão ser terminada, Bruce Lee morreu. Bolo foi descrito injustamente na sinopse do filme como sendo o campeão Sul-asiático de Karatê Shotokan. Embora ele humildemente diga que em termos de Kung Fu ele não se compara com Bruce Lee.
Ele estrelou em centenas de filmes de Kung Fu pelos  anos 70 e 80 quais ele desenvolveu a sua marca registrada, o estilo Lutar Sem Olhar e era regularmente morto pelo personagem de Bruce Le (Huang Kin Lung). Seu sucesso não veio até que ele co-estrelou como Chong Li em Bloodsport (O Grande Dragão Branco). Para muitas pessoas, é Bolo a verdadeira estrela deste filme, que marcou com frases históricas como "muito bom, mas tijolo não revida" e "você quebrou o meu recorde, agora vou quebrar você como eu quebrei aquele seu amigo" e várias outras.
Ainda foi o vilão em "Confronto Mortal" onde mais uma vez foi derrotado por um policial estrelado pelo coreano Briton Lee.
Em ShootFighter e ShootFighter II,Tiger Claws, Fearless Tiger, TC 2000, Bolo teve a rara chance de ser o mocinho. Ele é o técnico da equipe de fisiculturistas da Federação Internacional de Tapei e presidente da Associação dos Proprietários de Academias de Hong Kong.

## Filmografia
| Ano  | Filme | Personagem                           |
| ---- | --- | ------------------------------------ |
| 2007 | Blizhniy Boy: The Ultimate Fighter | Erik's Trainer                       |
| 1997 | Tiger Claws II | Chong                                |
| 1996 | Fists of Legends 2 Iron Bodyguards | Mongolian fighter                    |
| 1996 | Shootfighter 2 - A Cruel Vingança | Shingo                               |
| 1994 | Fearless Tiger | Master on mountain                   |
| 1993 | TC 2000 | Master Sumai                         |
| 1993 | Shootfighter: Combate Brutal | Shingo                               |
| 1992 | The Magnificent Duo | Bolo                                 |
| 1992 | Tiger Claws | Chong                                |
| 1992 | Um Homem de Honra | Ice                                  |
| 1992 | 'Xue ran hong chen | The Wu Tang Swordsman                |
| 1991 | Duplo Impacto | Moon                                 |
| 1991 | Breathing Fire (as Bolo Young) | Thunder                              |
| 1989 | Bloodfight: A Vingança Final | Chang Lee - The Vietnamese Cobra     |
| 1988 | Bloodsport: O Grande Dragão Branco (no Brasil) ou Força Destruidora (em Portugal)                                                         | Chong Li                             |
| 1988 | Yi qi liang fu | Dung Ken - Muscleman                 |
| 1987 | Killer's Nocturne (No-Evening Day) | ???                                  |
| 1987 | To Err is Humane (aka To Err is Human) | ???                                  |
| 1987 | Shanghai Express (aka Millionaire's Express, Wealthy Train, Nobles' Express)                                                              | ??? (cameo)                          |
| 1986 | Legacy of Rage | Thug                                 |
| 1986 | Lucky Stars Go Places (aka Luckiest Stars)                                                                                                | Movie patron                         |
| 1985 | Bruce Lee's Dragons Fight Back | ???                                  |
| 1985 | My Lucky Stars (aka Lucky Stars Superior Shine or Winners and Sinners 2)                                                                  | Millionaire Chan                     |
| 1985 | Working Class (aka Hit Work Emperor) | Giant kickboxer                      |
| 1985 | Lucky Diamond (aka Wish You Good Luck) | ???                                  |
| 1985 | Way of the Dragon 2 (as Sze Yang) | ???                                  |
| 1984 | Silent Romance | ???                                  |
| 1983 | Just for Fun | ???                                  |
| 1983 | The Boxers Omen (aka Mo) | Mr Bu Bo - The Thai Boxer            |
| 1982 | The Supergang | Big King                             |
| 1982 | The Ninja Strikes Back (aka Bruce Le Fights/Strikes Back or Eye of the Dragon)                                                            | ???                                  |
| 1981 | All the Wrong Clues (for the Right Solution)                                                                                              | ???                                  |
| 1981 | (Mad) Cold-blooded Murder | ???                                  |
| 1980 | Enter the Game of Death (aka The King of Kung Fu)                                                                                         | ???                                  |
| 1980 | The 36 Deadly Styles | Cheungs Brother                      |
| 1980 | (Bruce) the King of Kung Fu (aka Revenge of the Dragon/s)                                                                                 | ???                                  |
| 1980 | Fearless Hyena 3 (as Yang Tze) (aka Fearless Master)                                                                                      | ???                                  |
| 1980 | Challenge of the Tiger (as Yang Sze) (aka Dragon Bruce Le or Gymkata Killer)                                                              | ???                                  |
| 1980 | Invincible (aka Fighting Dragon) | ???                                  |
| 1980 | Treasure of Bruce Lee (aka King Boxer 2)                                                                                                  | ???                                  |
| 1979 | Bruce the Superhero (as Yang Sze) | Peter Sze The Bullkiller             |
| 1979 | Ruthless Revenge (aka Invincible Kung Fu or The Two Tricky Kids)                                                                          | ???                                  |
| 1979 | (The) Dragon, the Hero (aka Dragon on Fire)                                                                                               | ???                                  |
| 1979 | Enter Three Dragons (aka Three Avengers)                                                                                                  | Bolo                                 |
| 1979 | The Fists, the Kicks, and the Evil | Master Lung                          |
| 1979 | Snake Deadly Act | The Giant                            |
| 1979 | Writing Kung Fu (as Sze Yang) | Ah Yen                               |
| 1978 | Bruce (Li/Lee) in New Guinea (aka Last Fist of Fury)                                                                                      | ???                                  |
| 1978 | Amsterdam Connection (as Yang Sze) | Big Louie                            |
| 1978 | Bruce Le's Greatest Revenge | ???                                  |
| 1978 | Black Belt Jones 2 (aka Tattoo Connection)                                                                                                | Tan Yu Lu's henchman                 |
| 1978 | The Image of Bruce Lee (aka Storming Attacks)                                                                                             | Kimura                               |
| 1977 | 10 Magnificent Killers (as Yang Szu) | Ling Chu                             |
| 1977 | Bolo the Brute (aka Bolo) | Bolo                                 |
| 1977 | The Clones of Bruce Lee | Martial arts trainer                 |
| 1977 | Bruce and Shaolin Kung Fu (aka Bruce vs Black Dragon)                                                                                     | Lam Chi Chu                          |
| 1976 | A Queen's Ransom (aka International Assassin(s))                                                                                          | Ram                                  |
| 1975 | Hong Kong Superman (aka Bruce: Hong Kong Master)                                                                                          | ???                                  |
| 1975 | Seven Blows of the Dragon 2 (aka 108 Heroes, 7 Soldiers of Kung Fu, All Men are Brothers 2, 7 Kung Fu Assassins, Turbulent Invade Record) | ???                                  |
| 1975 | Kung Fu Massacre (as Yang Sze) | ???                                  |
| 1975 | G-Men '75 (TV series) | ???                                  |
| 1975 | He Loved Once Too Many (as Bolo Yeung Tze)                                                                                                | ???                                  |
| 1975 | The Fighting Dragon (TV series) (aka The Fighting Dragon)                                                                                 | Red Tiger                            |
| 1974 | Super Kung Fu Kid (as Sze Yang) | Tiger                                |
| 1973 | Chinese Hercules | Chinese Hercules                     |
| 1973 | Thunderkick | ???                                  |
| 1973 | Kung Fu's Hero (as Sze Yang) | ???                                  |
| 1973 | Soul of Chiba (aka Soul of Bruce Lee) | The White Haired Assassins Bodyguard |
| 1973 | Enter the Dragon (O Dragão Ataca) | Bolo                                 |
| 1973 | Freedom Strikes A Blow (as Yang Sze) | Chiang Tai                           |
| 1973 | Greatest Thai Boxing | ???                                  |
| 1973 | Tiger | ???                                  |
| 1973 | Ninja Killer (as Yang Sze) | Mr Yang                              |
| 1972 | Man of Iron (aka Iron Man or Warrior of Steel)                                                                                            | Jin Xi Fu                            |
| 1972 | Trilogy of Swordsmanship | ???                                  |
| 1972 | Young People | ???                                  |
| 1972 | King Boxer (aka 5 Fingers of Death, Invincible Boxer, Iron Palm, Hand of Death)                                                           | Pa Tu Er, Mongolian fighter          |
| 1972 | Angry Guest (aka Kung Fu Killers) | Sze Yang                             |
| 1971 | The Rescue | Chief Cha Te                         |
| 1971 | The Lady Professional | Bald Killer                          |
| 1971 | The Oath of Death | Officer Shi                          |
| 1971 | The Deadly Duo | The River Dragon of Jin              |
| 1970 | Heroic Ones (aka Shaolin Masters, 13 Fighters, 13 Warlords)                                                                               | General Meng Cheih Hui               |
| 1970 | The Wandering Swordsman | Unicorn Du Kuo Lung                  |